# Audi Metroproject Quattro
O Metroproject Quattro é um automóvel conceitual compacto da Audi. Com o interior é bem esportivo, lembra bastante o do TT, com seu volante achatado na base que acabou se tornando base do Audi A1.
O conceito por trás deste carro é bem interessante: a tração integral ocorre por conta da propulsão híbrida. Explica-se. As rodas dianteiras são acionadas por um motor 1.4.litros TFSI de 150 cv e 24,5 mkgf (torque já disponível a 1600 rpm) com câmbio S-tronic Direct Shift à tiracolo.
Enquanto isso, as rodas de trás são movimentadas graças a um motor elétrico de 41 cv e 20,4 mkgf junto ao eixo. Ambos os motores também podem trabalhar independentemente. As baterias de íon-lítio permitem que o Metroproject Quattro rode no módulo elétrico apenas por até 100 km. Há ainda o sistema start/stop de desligamento automático do motor e reaproveitamento de energia elétrica para otimizar consumo e minimizar emissões.